# Nick Zedd
Nick Zedd, född 8 maj 1958 i Baltimore, Maryland, död 27 februari 2022 i Mexico City, var en amerikansk filmskapare, författare och konstnär.
Zedd gjorde sig känd för sina filmer där han har velat chocka, roa och oroa sin publik. Zedd startade rörelsen Cinema Of Transgression på tidigt 1980-tal och han gav även ut tidningen The Underground Film Bulletin på egen hand under pseudonymen Orion Jeriko.  Nick Zedds filmer skiljer sig mycket i stil från varandra men har det gemensamt att de ständigt vill revoltera och chockera och för sina hyllningar till individualitet och abnormalitet.